# S Persei
Désignations
S Persei est une supergéante rouge située près du double amas de Persée, au nord de l'amas NGC 869. Elle est membre de l'association stellaire Perseus OB1 et est une variable semi-régulière, les étoiles dont les périodes de variation sont soumises à plus d'irrégularités que celles des variables de type Mira.
La plupart des étoiles variables visuellement lumineuses appartiennent à cette classe de semi-régulières, car ces étoiles sont extrêmement grandes et lumineuses, et donc visibles à de grandes distances. Le rayon de S Persei est peut-être plus de 1000 fois supérieur à celui du Soleil (R☉), mais la valeur la plus probable est de 780 R☉. Elle a été décrite comme une hypergéante.
S Persei est entourée par des nuages contenant des molécules d'eau, qui produisent une émission maser. Cela permet de mesurer sa distance avec une très grande précision par interférométrie à très longue base, donnant une parallaxe spectroscopique de 0,413 ± 0,017 seconde d'arc. À titre de comparaison, la parallaxe Hipparcos est de 1,66", mais la marge d'erreur est plus grande que la valeur de la parallaxe elle-même. Elle se trouve un peu plus loin que les centres des deux amas du double amas de Persée, mais certainement au sein de l'association stellaire Per OB1 et du Bras de Persée de la Galaxie.
S Persei est une étoile double. La supergéante rouge a une compagne de type A0 et de 11ème magnitude à 69". Il y a aussi plusieurs autres étoiles de la 8e à la 10e magnitude à moins de demi-degré de S Persei.